# 卡西纳德佩基
卡西纳德佩基（義大利語：Cassina de' Pecchi），是意大利米兰省的一个市镇。总面积7平方公里，人口13023人，人口密度1860.4人/平方公里（2009年）。国家统计（ISTAT）代码为015060。

## 友好城市
- 法國埃朗库尔 1997年